# Zia Lisa
Zia Lisa (Zza Lisa in dialetto catanese) o Villaggio Zia Lisa è un quartiere della città di Catania, sito a sud-ovest della città, e che si sviluppa lungo l'omonima arteria, che è la diretta continuazione di via Acquicella, a nord, e che continua nello stradale Gelso Bianco, verso sud-ovest. Fa parte dal 2013 della VI Circoscrizione, risultata dall'accorpamento delle ex IX e X Municipalità di Catania, comprendente tutti gli agglomerati urbani a sud del centro abitato, e quindi San Giorgio, Librino, Villaggio Sant'Agata, Pigno, Fontanarossa (dove c'è l'aeroporto omonimo), Villaggio Santa Maria Goretti, Plaia, Primosole (dove sfocia il fiume Simeto), fino alla Zona industriale di Pantano d'Arci e Passo Martino.  

## Origini del nome
Secondo la tradizione popolare, il nome di Zia Lisa deriverebbe da una leggendaria donna di non comune bellezza, moglie del gestore di un fondaco (locanda di infima estrazione sociale) di cui una volta era ricco il quartiere proprio per la posizione al limite della città per accogliere i carrettieri che venivano dalle campagne.
Zia (Zza in siciliano) era il titolo dato al nome di una donna di condizione sociale non elevata; un mezzo busto in marmo, oggi scomparso, di ignoto autore risalente al Settecento, avrebbe ritratto la bella fondacara ed era posto nel quartiere.
Altre ipotesi sull'origine del toponimo Zia Lisa contemplano l'origine greca Theia Elysia, cioè Divini Elisi, per definire la bellezza della zona, porta di bellissime campagne, oppure l'origine araba Zisa, cioè palazzo maestoso, di cui Zia Lisa sarebbe una storpiatura verbale e popolare, per sottolineare la fine delle campagne e l'inizio della città.

## Geografia
Il quartiere confina a nord-ovest con la contrada Fossa della Creta, a nord e a nord-est con il quartiere Acquicella (dove è sito il Cimitero comunale), a est, a sud-est e a sud con la contrada Forcile, a sud-ovest con la contrada Gelso Bianco e ad ovest col quartiere Villaggio Sant'Agata.

## Luoghi di culto
- Chiesa della Madonna del Divino Amore, via Zia Lisa, 153